# Glaucocystaceae
Glaucocystaceae, porodica glaukofita smještena u vlastiti red Glaucocystales. Priznato je 23 vrste u 6 rodova.

## Sistematika
1. ordo Glaucocystales Bessey
  1. familia Glaucocystaceae G.S.West
    1. genus Chalarodora Pascher
    2. genus Cyanophora Korshikov
    3. genus Glaucocystis Itzigsohn
    4. genus Glaucocystopsis Bourrelly
    5. genus Peliaina Pascher
    6. genus Strobilomonas Schiller